# Chen Yueling
Chen Yueling (chiń. upr. 陈跃玲; chiń. trad. 陳躍玲; pinyin Chén Yuèlíng, ur. 1 kwietnia 1960 w Tieling) – chińska lekkoatletka specjalizująca się w chodzie sportowym, dwukrotna uczestniczka letnich igrzysk olimpijskich (Barcelona 1992, Sydney 2000), złota medalistka olimpijska z Barcelony w chodzie na 10 kilometrów. Od 31 marca 2000 na arenie międzynarodowej reprezentowała Stany Zjednoczone.

## Sukcesy sportowe
- dwukrotna mistrzyni Chin w chodzie na 10 000 metrów – 1989, 1991[1]
- trzykrotna mistrzyni Chin w chodzie na 10 kilometrów – 1989, 1991, 1992
- mistrzyni Igrzysk Chińskich w chodzie na 20 kilometrów – 1987

| Rok  | Miasto     | Zawody               | Konkurencja      | Wynik         |
| ---- | ---------- | -------------------- | ---------------- | ------------- |
| 1989 | Nowe Delhi | Mistrzostwa Azji     | chód na 10 000 m | złoty medal   |
| 1990 | Pekin      | Igrzyska azjatyckie  | chód na 10 000 m | złoty medal   |
| 1991 | Sheffield  | Uniwersjada          | chód na 10 km    | srebrny medal |
| 1991 | Tokio      | Mistrzostwa świata   | chód na 10 km    | 8. miejsce    |
| 1992 | Barcelona  | Igrzyska olimpijskie | chód na 10 km    | złoty medal   |

## Rekordy życiowe
- chód na 5000 metrów – 20:38,0 – Hefei 03/03/1990
- chód na 10 000 metrów – 42:46,70 – Jinan 15/03/1992
- chód na 20 000 metrów – 1:35:35,7 – San Diego 23/01/2000
- chód na 10 kilometrów – 43:29 – Zhengzhou 05/03/1991
- chód na 20 kilometrów – 1:33:40 – Sacramento 16/07/2000